# ميكي روتنر
ميكي روتنر (بالإنجليزية: Mickey Rottner)‏ مواليد 23 مارس 1919 - الوفاة 21 سبتمبر 2011، كان لاعب كرة سلة أمريكي. حمل الرقم 6. بلغ طوله 5 قدم 10 بوصة (1.8 م). لعب مع شيكاغو ستايغس في دوري المحترفين الأمريكي.

## روابط خارجية
- ميكي روتنر على موقع إن بي أي (الإنجليزية)
- ميكي روتنر على موقع سبورتس رفرنس (الإنجليزية)
- ميكي روتنر على موقع ريلجم (الإنجليزية)
- ميكي روتنر على موقع بروبوليرز (الإنجليزية)
- ميكي روتنر على موقع سبورتس رفرنس (الإنجليزية)